# Большое Савватеево
Большое Савватеево — деревня в Тульской области России. С точки зрения административно-территориального устройства входит в Солопенский сельский округ, Алексинский район. В плане местного самоуправления входит в состав муниципального образования город Алексин.

## География
Большое Савватеево находится в северо-западной части региона, в пределах северо-восточного склона Среднерусской возвышенности, в подзоне широколиственных лесов, на реке Ока, на расстоянии примерно 2 километров (по прямой) к востоку от города Алексина, административного центра округа.
Абсолютная высота —  213 метров над уровнем моря.

### Климат
Климат на территории Большое Савватеево, как и во всём районе, характеризуется как умеренно континентальный, с ярко выраженными сезонами года. Средняя температура воздуха летнего периода — 16 — 20 °C (абсолютный максимум — 38 °С); зимнего периода — −5 — −12 °C (абсолютный минимум — −46 °С).
Снежный покров держится в среднем 130—145 дней в году.
Среднегодовое количество осадков — 650—730 мм.

## История
Решением исполнительного комитета Тульского областного Совета народных депутатов от 20.08.81 N 9-454 «Об изменениях в административно-территориальном делении районов области» была исключена из учётных данных. Восстановлена Постановлением Администрации Тульской области от 12 марта 2009 года № 111 «О признании утратившими силу некоторых решений исполнительного комитета Тульского областного Совета народных депутатов».
До муниципальной реформы в марте 2005 года входила в Солопенский сельский округ. После её проведения включёна в образованные муниципального образования сельское поселение «Солопенское» и в Алексинский муниципальный район.
21 июня 2014 года Алексинский муниципальный район и Солопенское сельское поселение были упразднены, деревня Большое Савватеево стала входить в городской округ Алексин.

## Население
| 2010 |
| ---- |
| 4    |

## Инфраструктура
Братская могила с захоронением воинов, погибших в период Великой Отечественной войны 1941-1945 гг

## Транспорт
Просёлочная дорога.